# هيرمان كين
كان هيرمان كين (13 ديسمبر 1945 - 30 يوليو 2020) مديرًا تنفيذيًا أمريكيًا، وكاتبًا، وناشطًا في حركة الشاي. وُلد في ممفيس، تينيسي، ونشأ في جورجيا وتخرج من كلية مورهاوس بدرجة بكالوريوس في الرياضيات. ثم حاز على درجة الماجستير في علوم الكومبيوتر من جامعة بيردو، في حين كان يعمل بدوام كامل لصالح قسم البحرية في وزارة الدفاع الأمريكية. في عام 1977، انضم إلى شركة بيلزبري حيث أصبح نائب الرئيس لاحقًا. في الثمانينيات، دفع نجاح كين بوصفه مديرًا تنفيذيًا في شركة برجر كنج شركة بيلزبري إلى تعيينه رئيسًا ومديرًا تنفيذيًا لسلسلة مطاعم غادفاذر بيتزا، حيث شغل المنصب هناك من عام 1986 حتى عام 1996.
كان كين رئيسًا لفرع أوماها من بنك كانساس الفدرالي الاحتياطي من عام 1989 حتى عام 1991. شغل منصب نائب الرئيس بين عامي 1992 و1994، ثم الرئيس حتى عام 1996 في بنك كانساس الفدرالي الاحتياطي. في عام 1995، عُين في لجنة كيمب، وفي عام 1966، شغل منصب مستشار اقتصادي أعلى لحملة بوب دول الرئاسية. من عام 1996 حتى عام 1999، أدى كين مهامه بصفة رئيس ومدير تنفيذي لاتحاد المطاعم الوطني.
في شهر مايو من عام 2011، أعلن كين ترشحه للانتخابات الرئاسية لعام 2012. بحلول الخريف، كانت خطة الضرائب 9-9-9 التي اقترحها والمناقشات التي قدمها قد جعلاه منافسًا خطيرًا على ترشيح الحزب الجمهوري. في نوفمبر، مع ذلك، واجهت حملته مزاعم بوجود مخالفات جنسية، وقد أنكر ذلك. أعلن إيقاف حملته في الثالث من ديسمبر، لكنه بقي منخرطًا في السياسة. في الدورة الانتخابية لعام 2020، كان كين شريكًا في رئاسة حركة أصوات السود من أجل ترامب.
توفي كين إثر إصابته بفايروس كوفيد 19 في يوم 30 يوليو من عام 2020، عن عمر بلغ 74.

## نشأته
وُلد هيرمان كين في يوم 13 ديسمبر من عام 1945، في ممفيس، تينيسي، للينورا ديفيس كين (1925 – 1982)، وكانت عاملة في التنظيف والخدمة المنزلية، ولوثر كين (1925 – 2005)، الذي نشأ في مزرعة وعمل حلاقًا وبوابًا، وسائقًا لروبرت دبليو. وودرف، رئيس شركة كوكا كولا. قال كين أنه وأثناء نشأته، كانت عائلته «فقيرة لكنها سعيدة». روى كين أن أمه علمته اعتقادها بأن «النجاح ليس نتيجة لما تبدأ به ماديًا، بل ما تبدأ به روحيًا». عمل والده في ثلاث وظائف ليمتلك منزله الخاص – الذي حصل عليه خلال طفولة كين – وليمكن ولديه من دخول الجامعة.
نشأ كين في جانب أتلانتا الغربي، وارتاد مدرسة إس. إتش. آرثر الثانوية وكنيسة القس كاميرون إم. أليكسندر الأنطاكية المعمدانية الشمالية في الحي الذي يُعرف الآن باسم ذه بلَف. في نهاية المطاف، انتقلت العائلة إلى منزل متواضع من الطوب في شارع ألبرت في حي كوليير هايتس. وتخرج من المدرسة الثانوية في عام 1963.

## تعليمه وحياته المهنية
في عام 1967، تخرج كين من كلية مورهاوس بدرجة بكالوريوس العلوم في الرياضيات. في عام 1971، تلقى درجة ماجستير العلوم في علوم الكمبيوتر من جامعة بيردو، في حين كان يعمل دوامًا كاملًا بوصفه محلل بالستيات مدني لصالح قسم البحرية في وزارة الدفاع الأمريكية.
بعد حصوله على درجة الماجستير من جامعة بيردو، ترك كين قسم البحرية وبدأ العمل لصالح شركة كوكا كولا في أتلانتا بصفة محلل نظم كومبيوتر. في عام 1977، انتقل إلى مينيابوليس لينضم إلى بيلزبري، ليصبح مديرًا لتحليل الأعمال في مجموعة المطاعم والأطعمة خاصتها في عام 1978.